# Jamie Stevenson
Jamie Stevenson, född 25 mars, 1975 är en brittisk orienterare bosatt i Hilleröd.
Han var den förste brittiska världsmästaren i orientering.